# Venom Prison
Venom Prison é uma banda de death metal e deathcore galesa. A banda consiste em Ash Gray e Ben Thomas como guitarristas, Larissa Stupar como vocalista, Joe Bills como baterista e Mike Jefferies como baixista.[carece de fontes?]
A banda possui dois álbuns de estúdio, Animus e Samsara, lançados em 2016 e 2019, respectivamente.
A revista britânica de rock Kerrang inseriu a banda em quarto lugar na sua lista de "50 melhores bandas de death metal atualmente".

## Características musicais
Embora a vocalista Larissa Stupar demonstre crer na banda como pertencente ao death metal, a banda frequentemente também vem sendo associada ao deathcore, ao hardcore punk e ao metalcore.
Larissa Stupar admite que a banda detém influências de bandas clássicas do death metal, como Napalm Death e Carcass, mas também não nega as raízes do grupo firmes e ligadas à cena do hardcore punk.
O conteúdo lírico da banda abrange temas como feminismo, cultura do estupro e gore, além de portar também, liricamente, uma postura anti-misógina, sobretudo à misoginia ligada ao cenário do death metal e do heavy metal em geral.

## Membros

### Atuais
- Joe Bills - bateria (2019-presente)
- Mike Jefferies - baixo (2015-presente)
- Ben Thomas - guitarra (2015-presente)
- Ash Gray - guitarra (2014-presente)
- Larissa Stupar - vocalista (2014-presente)

### Anteriores
- Joe Sheehy - bateria (2015-2017)
- Jay Pipprell - bateria (2017-2019)

## Discografia

### Álbuns de estúdio
- 2016 - Animus
- 2019 - Samsara

### EP's
- 2015 - The Primal Chaos

### Compilações
- 2020 - Primeval